# Flores (Guatemala)
 For alternative betydninger, se Flores. (Se også artikler, som begynder med Flores)
Flores er hovedstaden i provinsen Peten i Guatemala. Indbyggertallet er 13.700 (2003).
Den gamle bydel ligger på en ø i Peten Itza-søen, som er forbundet med fastlandet med en kort dæmning.
I præ-columbiansk tid var Flores mayabyen Tayasal.